# Awa (langue môn-khmer)
Pour les articles homonymes, voir Awa.
L'awa est une langue môn-khmer parlée en Chine, par environ 98 000 Wa.
L'awa n'est pas la seule langue parlée par les Wa de Chine. Une partie d'entre eux parlent aussi le parauk et le vo.

## Classification interne
L'awa est une des langues waïques qui font partie du groupe palaungique des langues môn-khmer du Nord. 

## Phonologie
Les tableaux présentent les phonèmes vocaliques et consonantiques du dialecte masan (马散) de l'awa parlé en Chine. Contrairement à d'autres langues môn-khmères, l'awa ne possède ni tons ni registres.

### Voyelles
|         | Antérieure | Centrale | Postérieure |
| ------- | ---------- | -------- | ----------- |
| Fermée  | i [i]      |          | ɯ [ɯ] u [u] |
| Moyenne | e [e]      | ɤ [ɤ]    | o [o]       |
| Ouverte | ɛ [ɛ]      | a [a]    | ɔ [ɔ]       |

### Consonnes
|            |           | Bilabiales | Alvéolaires | Alvéolaires | Postalv.   | Dorsales | Dorsales | Glottales |
| ---------- | --------- | ---------- | ----------- | ----------- | ---------- | -------- | -------- | --------- |
| Centrales  | Latérales | Bilabiales | Palatales   | Vélaires    | Postalv.   |          |          | Glottales |
| Occlusives | Sourde    | p [p]      | t [t]       |             |            |          | k [k]    | ʔ [ʔ]     |
| Occlusives | Aspirées  | ph [pʰ]    | th [tʰ]     |             |            |          | kh [kʰ]  |           |
| Occlusives | Sonore    | b [m͡p]     | d [n͡t]      |             |            |          | g [ŋ͡k]   |           |
| Occlusives | Son. asp. | bh [m͡pʰ]   | dh [n͡tʰ]    |             |            |          | gh [ŋ͡kʰ] |           |
| Fricatives | sourdes   | f [f]      | s [s]       |             |            |          |          | h [h]     |
| Fricatives | Sonore    | v [v]      |             |             | ʑ [ʑ]      |          |          |           |
| Affriquées | Sourdes   |            | ts [t͡s]     |             | tɕ [t͡ɕ]    |          |          |           |
| Affriquées | Aspirées  |            | tsh [t͡sʰ]   |             | tɕh [t͡ɕʰ]  |          |          |           |
| Affriquées | Sonore    |            |             |             | dʑ [n͡t͡ɕ]   |          |          |           |
| Affriquées | Son. Asp. |            |             |             | dʑh [n͡tɕ͡ʰ] |          |          |           |
| Liquides   | Simples   |            | r [r]       | l [l]       |            |          |          |           |
| Liquides   | Aspirées  |            | rh [rʰ]     |             |            |          |          |           |
| Liquides   | Dévoisées |            |             | l̥ [l̥]       |            |          |          |           |
| Nasales    | Simples   | m [m]      | n [n]       |             |            | ɲ [ɲ]    | ŋ [ŋ]    |           |
| Nasales    | Dévoisées | m̥ [m̥]      | n̥ [n̥]       |             |            | ɲ̥ [ɲ̥]    | ŋ̥ [ŋ̥]    |           |

## Sources
- (zh) Zhou Zhizhi, Yan Qixiang, 1984, 佤语简志 - wǎyǔ jiǎnzhì, Pékin, mínzú chūbǎnshè.
- (zh) Yan Qixiang, Zhou Zhizhi, 1995, 中国孟高棉语族语言与南亚语系- Zhōngguó Mĕngāomián yŭzú yŭyányŭ nányà yŭxì, Pékin, Zhōngyāng mínzú dàxué chūbǎnshè  (ISBN 7-81001-842-6)